# Округ Доџ (Џорџија)
Доџ (енгл. Dodge County) је округ у америчкој савезној држави Џорџија.

## Демографија
По попису из 2010. године број становника је 21.796, што је 2.625 (13,7%) становника више него 2000. године.
| Група             | 2000.          | 2010.          |
| Белци             | 13.142 (68,6%) | 14.273 (65,5%) |
| Афроамериканци    | 5.637 (29,4%)  | 6.504 (29,8%)  |
| Азијати           | 42 (0,2%)      | 101 (0,5%)     |
| Хиспаноамериканци | 248 (1,3%)     | 732 (3,4%)     |
| Укупно            | 19.171         | 21.796         |